# 安德烈·库代
安德烈·库代（法語：André Couder，1897年11月27日—1979年1月16日），法国光学家和天文学家。

## 生平
1897年11月27日出生于阿朗松。
1925年起，他工作于巴黎天文台光学研究所，1936年被授予瓦尔兹奖，1952年获法兰西科学院颁发的扬森奖章。1952年至1958年期间出任国际天文学联合会副主席。月球上的库代陨石坑就是以他的名字命名的。
1955年－1957年库代曾担任法国天文学会（SAF）主席。
1979年1月16日在巴黎去世。

## 备注
1. ↑  . Comptes Rendus Hebdomadaires des Séances de l'Académie des Sciences: 1417. December 21, 1936  [2017-07-28]. （原始内容存档于2017-08-07）. 参数|journal=与模板{{cite web}}不匹配（建议改用{{cite journal}}或|website=） (帮助); |volume=被忽略 (帮助)
2. ↑  . International Astronomical Union (IAU) / USGS Astrogeology Science Center. Oct 18, 2010  [2017-07-28]. （原始内容存档于2017-07-29）.
3. ↑  List of presidents of the Société astronomique de France